# Strife (jeu vidéo)
Pour les articles homonymes, voir Strife.
Strife, parfois sous-titré Quest for the Sigil, est un jeu vidéo sur PC sorti en 1996. Il a été développé par Rogue Entertainment et édité par Velocity. Basé sur le Doom engine d'id Software, il ajoute au genre FPS des éléments de RPG et autorise le joueur à discuter avec les PNJ peuplant le monde du jeu.

## Synopsis
Strife prend place dans un monde à l'aspect mi-futuriste, mi médiéval qui a été ravagé par un virus et dont un groupe de fanatiques appelé « The Order » (« L'Ordre » en anglais) a pris le contrôle. Un groupe de rebelles luttant dans l'ombre pour renverser les fanatiques contacte le personnage joueur et l'intègre dans ses rangs pour faire de lui le héros qui libèrera le monde. Au fur et à mesure du jeu, le personnage récupère pièce par pièce les morceaux d'une arme appelée le Sigil, l'arme la plus puissante du jeu, un seul morceau de cette arme étant déjà lui seul une arme relativement destructrice.

## Système de jeu
Le monde de Strife est constitué d'un environnement cohérent, non divisé en niveaux comme l'étaient les autres FPS 3D de l'époque. À la place, le joueur se déplace dans une ville où les différentes zones restent les mêmes lorsque le joueur les quitte. Ces zones sont interconnectées entre elles d'une façon similaire à celles de Half-Life. Le jeu comprend aussi certaines zones « amicales » dans lesquelles on trouve des magasins.
Le joueur, en parlant aux personnages non-joueurs, peut prendre certaines décisions affectant la suite du jeu (par exemple, on peut à un moment du jeu choisir de tuer Macil, le chef des rebelles, ou de continuer à lui faire confiance), qui peut avoir trois fins différentes.
Même si le jeu apporte de nombreuses améliorations au moteur de Doom, il sort trop tard et ne peut rivaliser graphiquement avec les autres jeux du moment, tels que Quake d'id Software.
Il est aujourd'hui possible de jouer à Strife avec des moteurs de jeu modernisés, tels ZDoom.
Strife: Veteran Edition est la réédition en 2014 du jeu Strife, utilisant pour moteur un dérivé de Chocolate Strife, lui-même variante de Chocolate Doom, un portage de Doom.